# 格拉布尼亞克
50°30′35″N 28°27′50″E / 50.50972°N 28.46389°E
格拉布尼亞克（烏克蘭語：Грабняк），是烏克蘭北部的村莊，隸屬日托米爾州的日托米爾區。該村始建於1825年，面積6平方公里，2001年人口189，人口密度每平方公里31.5人。